# تونخا
تونخا (به اسپانیایی: Tunja) یک سکونتگاه مسکونی در کلمبیا است که در استان مرکزی بویاکا واقع شده است. تونخا شهرستانی واقع در محدودهٔ شرقی رشته کوه‌های آند کلمبیا و در فاصلهٔ ۱۳۰ کیلومتری شمال شرقی بوگوتا است. این شهر توسط اسپانیا‌یی‌ها در ۱۵۳۹ میلادی تأسیس شد.

## خصوصیات
تونخا ۱۲۱٫۴ کیلومترمربع مساحت دارد، در سال ۲۰۱۲ میلادی ۱۸۱٫۴۰۷ نفر جمعیت داشته و ۲٬۸۲۰ متر بالاتر از سطح دریا واقع شده‌است.

## خواهرخوانده
شهرهای خواهرخواندهٔ تونخا عبارت‌اند از:

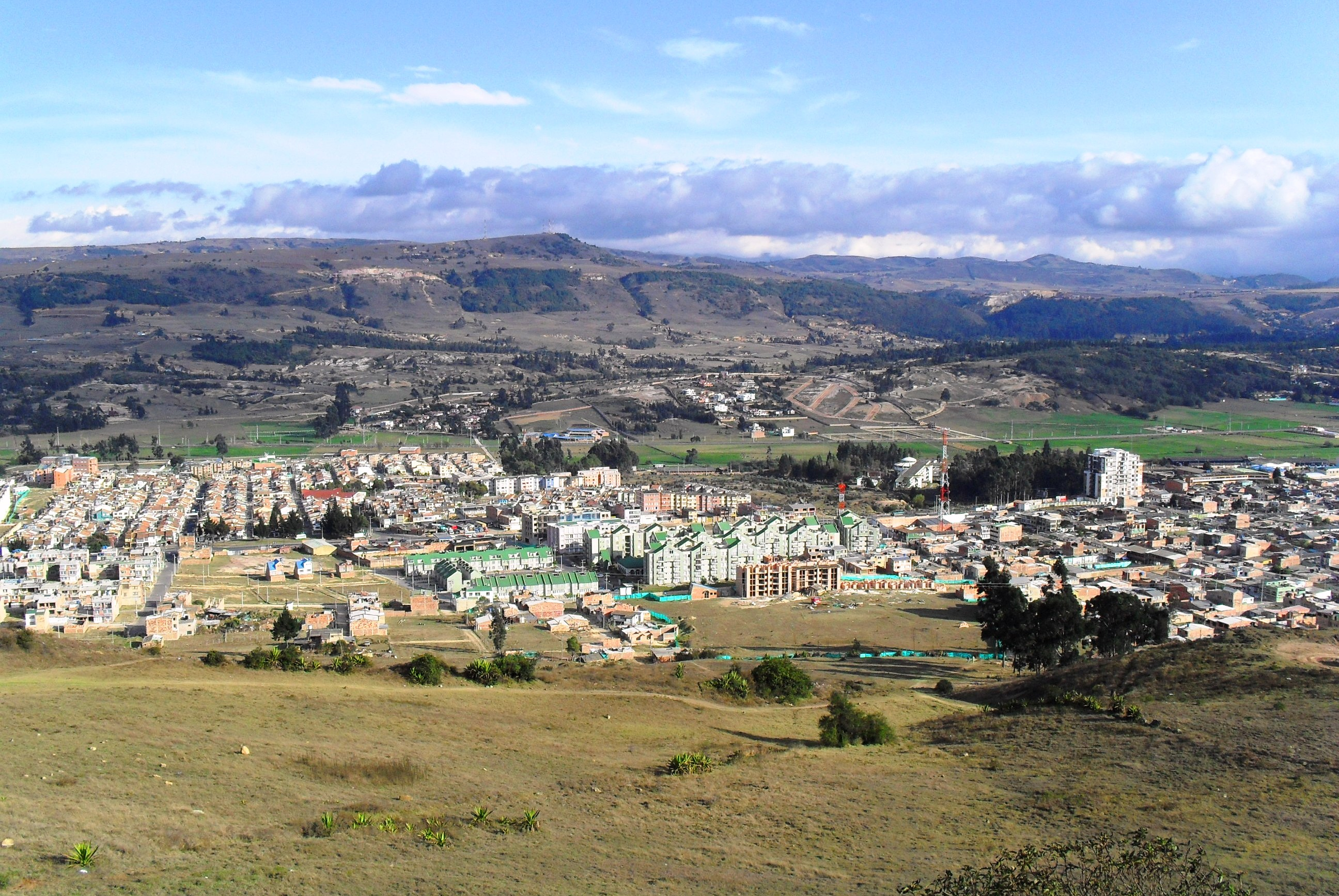
بخش شمالی، تونخا

- کلمبیا: پامپلونا[۳] (۲۰۱۲)
- اسپانیا: تولدو[۳] (۲۰۱۳)
- کلمبیا: پوپایان[۳] (۲۰۱۲)
- اسپانیا: مالاگا[۳] (۲۰۱۳)
- ایتالیا: پوتنزا[۴] (۲۰۰۹)

## اقلیم
| داده‌های اقلیم تونخا، کلمبیا       | داده‌های اقلیم تونخا، کلمبیا | داده‌های اقلیم تونخا، کلمبیا | داده‌های اقلیم تونخا، کلمبیا | داده‌های اقلیم تونخا، کلمبیا | داده‌های اقلیم تونخا، کلمبیا | داده‌های اقلیم تونخا، کلمبیا | داده‌های اقلیم تونخا، کلمبیا | داده‌های اقلیم تونخا، کلمبیا | داده‌های اقلیم تونخا، کلمبیا | داده‌های اقلیم تونخا، کلمبیا | داده‌های اقلیم تونخا، کلمبیا | داده‌های اقلیم تونخا، کلمبیا | داده‌های اقلیم تونخا، کلمبیا |
| ماه                               | ژانویه                      | فوریه                       | مارس                        | آوریل                       | مه                          | ژوئن                        | ژوئیه                       | اوت                         | سپتامبر                     | اکتبر                       | نوامبر                      | دسامبر                      | سال                         |
| --------------------------------- | --------------------------- | --------------------------- | --------------------------- | --------------------------- | --------------------------- | --------------------------- | --------------------------- | --------------------------- | --------------------------- | --------------------------- | --------------------------- | --------------------------- | --------------------------- |
| میانگین بیش‌ترین °C (°F)           | ۱۹٫۱ (۶۶)                   | ۱۹٫۳ (۶۷)                   | ۱۹٫۲ (۶۷)                   | ۱۸٫۴ (۶۵)                   | ۱۷٫۳ (۶۳)                   | ۱۶٫۴ (۶۲)                   | ۱۶ (۶۱)                     | ۱۶٫۵ (۶۲)                   | ۱۷٫۳ (۶۳)                   | ۱۷٫۹ (۶۴)                   | ۱۸٫۲ (۶۵)                   | ۱۸٫۴ (۶۵)                   | ۱۷٫۸۳ (۶۴٫۲)                |
| میانگین روزانه °C (°F)            | ۱۳٫۱۵ (۵۶)                  | ۱۳٫۷ (۵۷)                   | ۱۴٫۱ (۵۷)                   | ۱۴٫۰۵ (۵۷)                  | ۱۳٫۵ (۵۶)                   | ۱۲٫۷۵ (۵۵)                  | ۱۲٫۲ (۵۴)                   | ۱۲٫۳۵ (۵۴)                  | ۱۲٫۷۵ (۵۵)                  | ۱۳٫۳ (۵۶)                   | ۱۳٫۶ (۵۶)                   | ۱۳٫۱ (۵۶)                   | ۱۳٫۲۱۲ (۵۵٫۸)               |
| میانگین کم‌ترین °C (°F)            | ۷٫۲ (۴۵)                    | ۸٫۱ (۴۷)                    | ۹ (۴۸)                      | ۹٫۷ (۴۹)                    | ۹٫۷ (۴۹)                    | ۹٫۱ (۴۸)                    | ۸٫۲ (۴۷)                    | ۸٫۲ (۴۷)                    | ۶٫۷ (۴۴)                    | ۸٫۷ (۴۸)                    | ۹ (۴۸)                      | ۷٫۸ (۴۶)                    | ۸٫۴۵ (۴۷٫۲)                 |
| بارندگی میلی‌متر (اینچ)            | ۱۶ (۰٫۶۳)                   | ۲۹ (۱٫۱۴)                   | ۵۵ (۲٫۱۷)                   | ۷۷ (۳٫۰۳)                   | ۸۴ (۳٫۳۱)                   | ۵۸ (۲٫۲۸)                   | ۴۶ (۱٫۸۱)                   | ۴۲ (۱٫۶۵)                   | ۵۴ (۲٫۱۳)                   | ۸۵ (۳٫۳۵)                   | ۶۹ (۲٫۷۲)                   | ۳۱ (۱٫۲۲)                   | ۶۴۶ (۲۵٫۴۴)                 |
| میانگین روزهای بارندگی (≥ ۱.۰ mm) | ۶                           | ۸                           | ۱۳                          | ۱۷                          | ۱۹                          | ۱۸                          | ۱۹                          | ۱۹                          | ۱۶                          | ۱۸                          | ۱۶                          | ۱۰                          | ۱۷۹                         |
| منبع: World Climates              |                             |                             |                             |                             |                             |                             |                             |                             |                             |                             |                             |                             |                             |